# サーズデイ (曲)
「サーズデイ」(Thursday)は、ペット・ショップ・ボーイズの楽曲。

## 概要
12枚目のスタジオ・アルバム『エレクトリック』から4枚目のシングルとして発売された。エクザンプルが客演として参加。
ミュージック・ビデオは上海で撮影された。

## 収録曲
CDシングル
1. Thursday (Radio Edit) - 3:56
2. No More Ballads - 3:44
3. Odd Man Out - 3:46
4. Thursday (Tensnake Remix) - 5:58